# Ламм, Йосеф-Михаэль
Йосеф-Михаэль Ламм (ивр. יוסף מיכאל לם‎; 1899, Галиция, Цислейтания — 25 мая 1976, Израиль) — израильский общественный и политический деятель, судья, депутат кнессета 1-го созыва от партии МАПАЙ.

## Биография
Родился в 1899 году в Галиции, Австро-Венгрия (ныне Украина), в семье Шимона Ламма и его жены Сары, там же окончил начальную школу. Вместе с родителями переехал в Вену, где окончил гимназию, затем Школу международной торговли. Изучал юриспруденцию в университете Вены, защитил докторскую диссертацию. Работал юристом. В студенческие годы был активистом молодёжной сионистской организации «Цеирей Цион». В 1918 году стал членом «Поалей Цион».
После аншлюса Австрии Германией Ламм был арестован и помещен концентрационный лагерь Дахау. В 1939 году был освобождён и репатриировался в Подмандатную Палестину, занимался юридической деятельностью. В 1944 году стал одним из основателей организации репатриантов из Германии и Австрии «Алия хадаша овэдет» (позже «Алия хадаша»). В 1944 году избран депутатом Законодательного собрания Британской Палестины, был членом Ваада леуми. В 1948 году стал членом партии МАПАЙ и членом исполнительного комитета Гистадрута.
В 1949 году избран депутатом кнессета 1-го созыва от партии МАПАЙ, работал в комиссии по услугам населению и в законодательной комиссии. 21 мая 1951 года добровольно оставил мандат депутата кнессета в связи с переходом на судейскую работу, его место в кнессете перешло к Рафаэлю Башу.
1 сентября 1948 года назначен на должность мирового судьи в Тель-Авиве. В 1951 году назначен судьёй окружного суда в Тель-Авиве, а позже возглавил этот окружной суд. Вышел в отставку в 1969 году.
Умер 25 мая 1976 года.